# Збройний конфлікт
Збро́йний конфлі́кт (від лат. conflictus — зіткнення) — збройне зіткнення між державами (міжнародний збройний конфлікт, збройний конфлікт на державному кордоні) або між ворогуючими сторонами в межах території однієї держави, як правило, за підтримки ззовні (внутрішній збройний конфлікт); один з видів воєнного конфлікту (іншим видом є війна); украй гостра форма вирішення протиріч між державами, що характеризується двостороннім застосуванням збройних сил.
У широкому значенні під збройним конфліктом розуміється будь-яке збройне зіткнення між ворогуючими сторонами із застосуванням військової сили. У більш вузькому значенні збройний конфлікт являє собою відкрите озброєне зіткнення, найчастіше на державному кордоні, пов'язане з порушенням кордону спеціальними або регулярними військовими підрозділами іншої держави.

## Класифікація збройних конфліктів
Збройні конфлікти розрізняють за притаманними їм характеристиками: географічними масштабами, тривалістю та складом конфліктуючих сторін.

### Географічні масштаби
Збройний конфлікт на державному кордоні (локальний збройний конфлікт) виникає у прикордонних районах суміжних держав, у віддалених окремих географічних пунктах зі спірною приналежністю і охоплює прикордонні райони конфліктуючих держав.
Внутрішній збройний конфлікт виникає у випадках, коли держава втрачає контроль над окремими політичними, регіональними, етнічними або релігійними угрупуваннями, що створює умови для озброєння цих угрупувань (найчастіше — за прямої або непрямої підтримки інших держав) з подальшим переходом протистояння цих угрупувань з державою з правового у військове протистояння. Пряма або непряма підтримка іншою державою антидержавних сил в окремих випадках може кваліфікуватись як ведення гібридної війни.

### Склад сторін у конфлікті
Збройні конфлікти, на відміну від збройних інцидентів, виникають, як правило, на тлі територіальних, етнічних та релігійних протиріч в середині держави або між суміжними державами, тому такі конфлікти часто мають латентний, затяжний характер.
Багатосторонні конфлікти характеризуються хаотичним або поступовим втягненням держав у боротьбу між тими чи іншими їх угрупованнями, спричиненими переважно протиріччями політичного, економічного та військового характеру. Такого типу конфлікти мають здебільшого регіональний масштаб та є середньотривалими.
Коаліційні конфлікти є наперед організованим, одномоментним втягненням держав в протиборство. Тобто створена заздалегідь коаліція держав розпочинає дії згідно так званого casus foederis, на основі попередньо укладених союзницьких угод про воєнні та політичні гарантії взаємної безпеки. Такі угоди мають конфронтативний характер, оскільки завжди спрямовані проти тієї чи іншої держави, або протистоячої коаліції.

## Близькі поняття

### Локальна війна
У локальній війні й воєнному конфлікті є багато спільного — це спосіб вирішення протиріч між державами за допомогою збройної сили. Через неусталену термінологію, в залежності від джерела, різницю між цими поняттями можуть проводити по-різному:
- за одним підходом, війна, навіть локальна, означає собою особливий якісний стан суспільства. Вона пов'язана із застосуванням усіх форм боротьби — економічної, політичної, ідеологічної й вимагає підпорядкування їхнім інтересам бойових дій збройних сил. Війні передує тривала, завчасна підготовка, певні військово-мобілізаційні заходи в масштабі всієї країни. При збройному конфлікті цього, як правило, не відбувається.
- за іншим, війна відрізняється від конфлікту актом оголошення війни,[3] або переходом до стану війни.[4]

### Збройний інцидент
Збройний конфлікт істотно відрізняється від збройного інциденту. Збройний інцидент, до якого звичайно причетні невеликі групи людей, нерідко відбувається в результаті непорозуміння, випадкового зіткнення, у той час як збройний конфлікт у всіх випадках є наслідком агресивної політики принаймні однієї із утягнутих у конфлікт держав.
Збройний інцидент, як правило, починається раптово і не спирається на політичні рішення хоча б однієї зі сторін конфлікту, є короткочасним і звичайно припиняється без втручання дипломатів, але з подальшим дипломатичним врегулюванням.

## Приклади
- Бої на Халхин-Голі
- Битва на озері Хасан

## Рекомендована література
- Репецький В.М., Лисик В.М. Міжнародне гуманітарне право: Підручник. – К.: Знання, 2007. – 467 с.
- Prosecutor v. Dusko Tadic a/k/a "Dule". Decision on the defence motion for interlocutory appeal on jurisdiction. United Nations International Criminal Tribunal for the Former Yugoslavia.
- Бескоровайний С.Я. Види збройних конфліктів та їх правове регулювання. Юридична наука : науковий юридичний журнал. 2014. №3. С. 116-125.
- Anthony Cullen. The Concept of Non-International Armed Conflict in International Humanitarian Law. Cambridge University Press. 2010. Vol. 66. 194 р.
- Yoram Dinstein. Concluding Remarks on Non-International Armed Conflicts. Israel Yearbook on Human Rights. 2012. Vol. 42. Р. 153-176.
- Yoram Dinstein. Non-International Armed Conflicts in International Law. Cambridge University Press, 2021. 342 p.